# France Gall
Isabelle Geneviève Marie Anne Gall (francuski izgovor: [izabɛl ʒənvjɛv maʁi an gal]; 9. listopada 1947. – 7. siječnja 2018.), profesionalno poznata kao France Gall, bila je francuska yé-yé pjevačica. 
Nastupajući za Luksemburg, 1965. pobijedila je na Eurosongu u Napulju s pjesmom "Poupée de cire, poupée de son". Široj javnosti poznata je po singlu "Ella, elle l'a" koji je zabilježio zapaženi uspjeh u europskim zemljama 1987. i 1988. Između 1973. i 1992. surađivala je s kantautorom Michelom Bergerom.